# Chantal de Rudder
Pour les articles homonymes, voir Rudder.

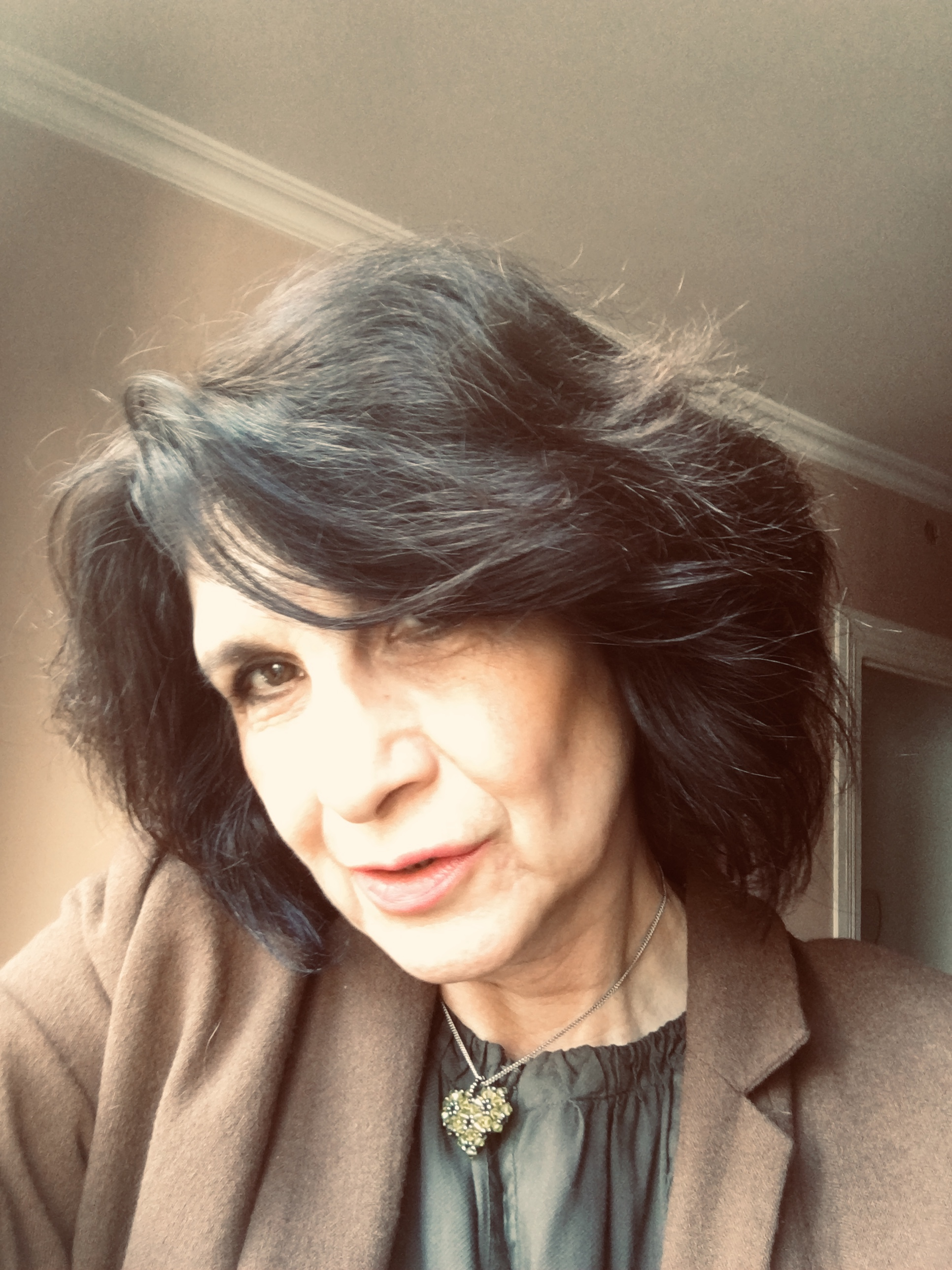
Chantal de Rudder

Chantal de Rudder, née Chantal Maatoug, est une journaliste et une scénariste française.

## Biographie
Chantal de Rudder est issue d'une famille juive tunisienne.
Grand reporter puis rédactrice en chef du Nouvel Observateur, Chantal de Rudder a couvert nombre de grands évènements qui ont marqué l’histoire de la fin du siècle dernier : (Timisoara, Opération Tempête du désert, manifestations de la place Tian'anmen, etc.). Elle reçoit le Prix 1992 de la Fondation Mumm pour la presse écrite.
En parallèle à sa carrière dans la presse, elle a écrit plusieurs téléfilms et séries. À l’orée de l’an 2000, elle décide de se consacrer exclusivement au métier de scénariste.
Elle reçoit le FIPA d’or du meilleur scénario pour Les Amants du Flore en 2006. Le Métis de Dieu, diffusé sur Arte, et reçoit le Pyrénées d’or 2013 du festival de Luchon.

## Filmographie

### Scénariste

#### Télévision
- 1987 : Les Passions de Céline
- 1989 : Juliette en toutes lettres
- 1990 : Le Lien du sang
- 1992 : Coup de foudre
- 1997 : Le Prix de l'espoir
- 1997 : C'est l'homme de ma vie
- 2006 : Madame la proviseur
- 2006 : Les Amants du Flore d'Ilan Duran Cohen (téléfilm)
- 2007 : Divine Émilie d'Arnaud Sélignac (téléfilm) (co-écrit avec Élisabeth Badinter)
- 2007 : Margaret Thatcher, l'enfance d'un chef (co-réalisé avec Dominique Nora)
- 2010 : Coup de chaleur de Christophe Barraud (téléfilm)
- 2011 : Mission sacrée de Daniel Vigne (téléfilm)
- 2013 : Le Métis de Dieu d'Ilan Duran Cohen (téléfilm)
- 2016 : La Bonne Dame de Nancy de Denis Malleval (téléfilm)
- 2021 : Deux femmes d'Isabelle Doval (téléfilm)

## Publications
- 101 conseils pour vaincre vos ennuis digestifs, Hachette, 1976, 159 p.
- avec E. A. Maury, Dictionnaire familial des médecines naturelles, Éditions Universitaires, 1978, 568 p.; traduction en espagnol : Diccionario familiar de medicina natural, Ediciones Martínez Roca, Barcelona, 1981
- Guia compacto das plantas medicinais, Rideel, 2002, 478 p.
- avec Michel Dubec, Le Plaisir de tuer, Éditions du Seuil, 2007, 223 p.
- Un voile sur le monde, Éditions de l’Observatoire, 2021, 304 p.  (ISBN 979-1032904299)[3]